# Stenopsychodes lineatus
Stenopsychodes lineatus är en nattsländeart som beskrevs av Arturs Neboiss 1977. Stenopsychodes lineatus ingår i släktet Stenopsychodes och familjen Stenopsychidae. Inga underarter finns listade i Catalogue of Life.